# 布科韋齊 (韋爾霍維納區)
48°11′59″N 24°56′20″E / 48.19972°N 24.93889°E

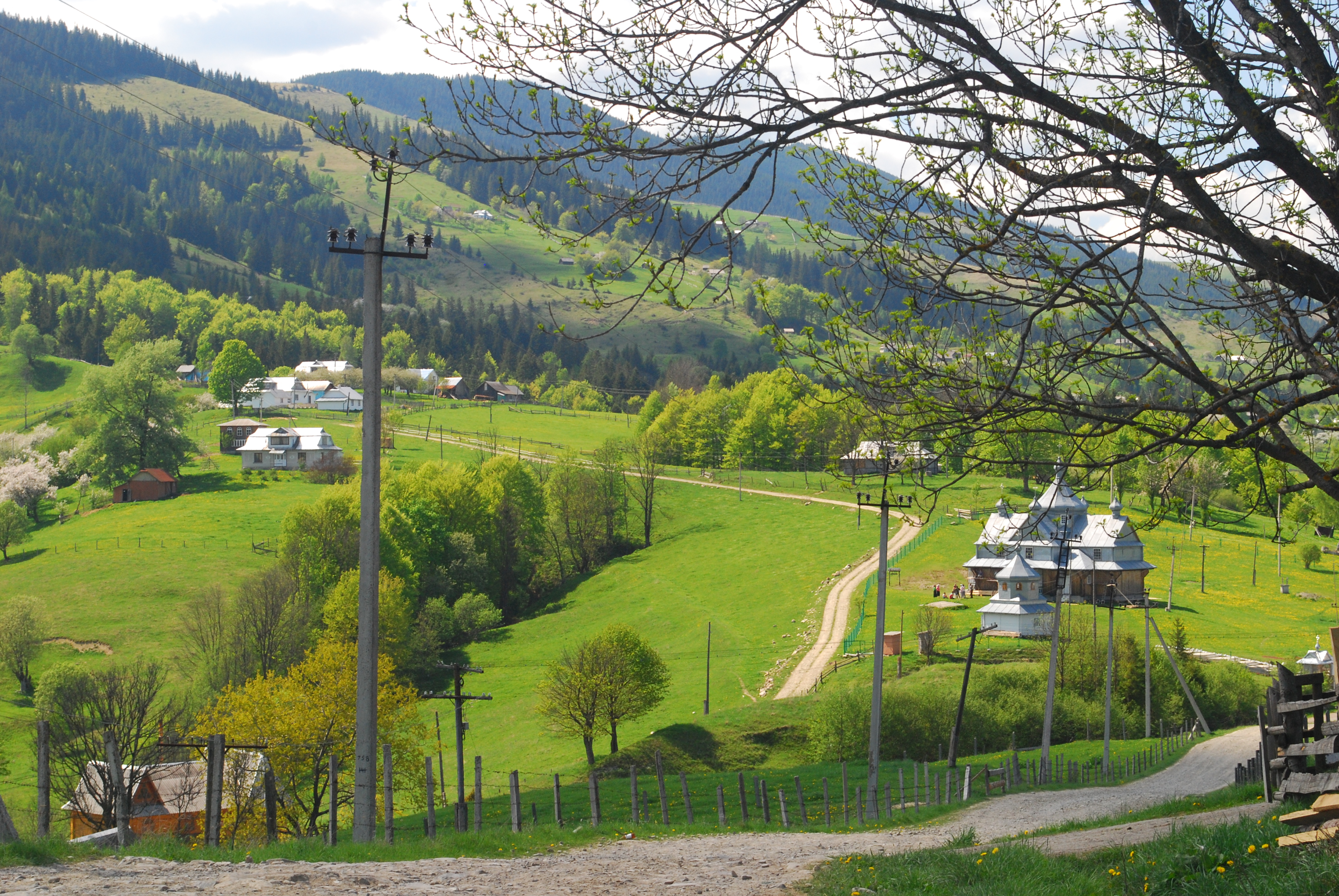

布科韋齊（烏克蘭語：Буковець），是烏克蘭的村落，位於該國西部伊萬諾-弗蘭科夫斯克州，由韋爾霍維納區負責管轄，始建於1974年，面積1.5平方公里，2001年人口488，人口密度每平方公里325.3人。